# Frailty
Frailty (en español: Fragilidad; Escalofrío en España, Las manos del diablo, Las manos de Dios en Hispanoamérica) es una película estadounidense de 2001 dirigida y protagonizada por Bill Paxton, junto a Matt O'Leary, Jeremy Sumpter y Matthew McConaughey. La cinta fue aclamada por una parte de la crítica y por algunos cineastas reconocidos como James Cameron.

## Sinopsis
Un hombre aparece en la oficina del FBI en Dallas, presentándose como Fenton Meiks y pidiendo hablar explícitamente con Wesley Doyle, el encargado del caso del asesino en serie de "La Mano de Dios". Fenton le explica a Doyle que su hermano Adam era el asesino que nunca fue encontrado, y a partir de entonces comienza a contar su historia, la cual revelará grandes secretos sobre el pasado de su padre, personaje clave en toda la historia.

## Trama
Fenton Meiks (Matthew McConaughey) visita al agente del FBI Wesley Doyle (Powers Boothe) alegando que su hermano Adam es el culpable de los asesinatos en serie de la "Mano de Dios". Fenton dice que Adam se ha suicidado, lo que llevó a Fenton a cumplir la promesa de enterrar a su hermano en un jardín de rosas público en su ciudad natal de Thurman. Él comienza a contarle a Doyle sobre la infancia de los niños y sugiere que los cuerpos de las víctimas de la Mano de Dios estén enterrados en el jardín de rosas.
En el verano de 1979, cuando los hermanos (Matt O'Leary y Jeremy Sumpter) eran niños, su padre (Bill Paxton) les dijo que había sido visitado por un ángel y que Dios le había encomendado la tarea de destruir demonios disfrazados de seres humanos. Explicó que esta misión ahora era responsabilidad de los tres y debía mantenerse en secreto para todos los demás. El modus operandi del padre es esperar a que el ángel le dé una lista de los nombres de los que deben ser destruidos. Luego secuestra a un individuo de la lista, lo lleva a la casa familiar y, con sus hijos presentes, los toca, lo que, dice, le otorga una visión de los crímenes que ha cometido el demonio. Luego mata a la víctima con un hacha y entierra el cuerpo en el jardín de rosas. Adam cree en la misión de su padre y dice que ve las mismas visiones de los crímenes de los demonios que su padre. Aunque sigue adelante por miedo, Fenton no cree; está convencido de que su padre está loco y le ha lavado el cerebro a Adam.
Después de contarle a Doyle cómo su padre mató a la primera persona, Fenton y Doyle se dirigen a Thurman. En el camino, Doyle le dice a Fenton que su madre había sido asesinada por alguien que nunca había sido capturado. Fenton continúa su historia mientras conducen. Él le cuenta a Doyle cómo, cuando su padre los llevó a la segunda persona de la lista a plena luz del día, les dijo que nadie los vería porque "Dios los cegará por nosotros". Una noche, el padre de Fenton le dice que después de orar para que el ángel visitara a Fenton (por su falta de fe), el ángel lo visitó y le dijo algo sobre Fenton que no quería creer. Hace que Fenton cava un hoyo que finalmente se convierte en un "sótano de tormentas" donde matarán a "demonios".
Finalmente, Fenton intenta detener los crímenes contándole al Sheriff Smalls (Luke Askew) lo que sucedió. Smalls visita, y Fenton insiste en que registre su bodega de tormentas. El padre tiende una emboscada y mata a Smalls para "proteger la misión", y está angustiado por haber sido obligado a matar a una persona por lo que cree que es la primera vez.
El padre culpa a Fenton por revelar su misión y así obligarlo a matar a Smalls. Le dice a Fenton que los ángeles le dijeron que Fenton era un demonio, pero que no quiere creerlo. Él encierra a Fenton en el sótano de tormenta con la esperanza de que Fenton tenga una revelación divina. Después de semanas de inanición, Fenton le dice a su padre que de hecho ha visto a Dios y está listo para ocupar su lugar en la misión.
En el siguiente secuestro, Fenton recibe el hacha para asestar el golpe mortal, pero en el último segundo mata a su padre. El padre de Fenton le susurra algo a Adam mientras muere. Fenton se mueve para liberar al rehén, pero Adam toma el hacha y lo mata.
Doyle y Fenton llegan al jardín de rosas. Fenton le cuenta a Doyle cómo enterraron los dos cuerpos en el jardín de rosas, y cómo Fenton le pidió a Adam que lo enterrara también en el jardín de rosas, en caso de que Adam alguna vez tuviera que "destruirlo".
Doyle está desconcertado por su fraseo. "Fenton" luego le revela a Doyle que en realidad es Adam y que ha destruido al verdadero Fenton, que había crecido hasta convertirse en el asesino de la Mano de Dios. Los flashbacks revelan que Adam, de hecho, compartió las visiones de su padre sobre los crímenes de los secuestrados, tal como siempre había afirmado (mientras que Fenton no lo hizo; como tal, Adam siempre temió que Fenton fuera un demonio). Cuando Adam toca a Doyle, una nueva visión revela que Doyle había asesinado a su propia madre. Doyle pregunta: "¿Cómo lo supiste?" y Adam responde que el nombre de Doyle le fue dado en la lista de demonios para ser destruidos. Doyle trata de protegerse recordándole a Adam que la gente en la oficina lo vio, pero Adam simplemente declara que Dios lo protegerá, luego golpea a Doyle con el hacha.
Aquellos que vieron a Adam (haciéndose pasar por Fenton) en la oficina del FBI inexplicablemente no recuerdan nada sobre su visita. En las cintas de vigilancia, su rostro está oscurecido por la estática. Luego, la investigación procede como Adam predijo: los agentes del FBI allanan la casa real de Fenton y descubren evidencia de sus crímenes, así como la placa de Doyle, colocada por Adam.
El agente Griffin Hull (Derk Cheetwood) visita al alguacil del condado de Enid, Adam Meiks, para dar la noticia sobre Fenton. Hull no reconoce a Adam, a pesar de que fue una de las personas que lo vio en la oficina del FBI la noche anterior. Adam le da la mano a Hull antes de irse y le dice que es "un buen hombre", lo que indica que ha visto que Hull no ha cometido ningún delito. Hull se marcha, y Adam le dice a su esposa embarazada que "se ha cumplido la voluntad de Dios".

## Reparto
- Sr. Meiks (Bill Paxton): Es el padre de Fenton y Adam. Cuando se casó, compró una casa en el "Jardín de Rosas de Thurman" y allí vivió con sus hijos, ya que su esposa murió al nacer Adam. Siendo ya sus hijos más grandes, el recibió una misión de Dios, que le decía que debía matar a demonios que se hallaban escondidos en La Tierra. Es entonces cuando comienza una matanza de personas que dice ser demonios.

- Fenton Meiks (Niño: Matthew O'Leary|Adulto: Matthew McConaughey): Es el hijo mayor de Meiks y hermano mayor de Adam. Desde que su madre murió, él tuvo que cuidar a su hermano menor Adam. Su vida iba de lo más bien, hasta que su padre recibió un mensaje de Dios. Fenton hará todo lo que pueda para evitar que su padre mate a más personas.

- Adam Meiks (Niño: Jeremy Sumpter|Adulto: Levi Kreis): Es el hijo menor de Meiks y hermano menor de Fenton. Su madre murió en su parto, por lo cual Fenton ha cuidado de él todo el tiempo. Es el único de los hermanos que cree en su padre.

- Wesley Doyle (Powers Boothe): Un agente del FBI cuya madre fue asesinada. Hará todo lo posible para encerrar a todos los asesinos que pueda.

## Recepción
Frailty recibió críticas generalmente positivas, con una calificación de "Fresco certificado" del 73% en el sitio web del agregador de reseñas de películas Rotten Tomatoes basado en 148 reseñas. El consenso del sitio afirma: "Espeluznante e inquietante, Frailty es un horror discreto y bien elaborado". [3] Roger Ebert en particular lo destacó como elogio, le dio a la película cuatro de cuatro estrellas y declaró que "La fragilidad es un trabajo extraordinario, que oculta en sus profundidades no solo giros inesperados de la historia, sino también implicaciones, ocultas al principio, que la hacen aún más profunda y triste ". [4] Bloody Disgusting otorgó a la película una 'Mención de Honor' en su lista de las veinte mejores películas de terror de la década de 2000, calificando a la película de "una joya subestimada [...], una película de terror a pequeña escala que invita a la reflexión y que merece una segunda mirada". [5] Sin embargo, hay comentarios negativos sobre la actuación, que fue criticado por Nell Minow como "una lectura fría del guión", [6] mientras que una trama en particular de que los asesinatos tienen lugar frente a los hijos pequeños y cometidos por un padre amado se considera "inquietante" y "un abuso del poder cinematográfico . "[6]

## Taquilla
Frailty recaudó $ 13,110,448 en taquilla en Norteamérica y $ 4,312,582 en teatros extranjeros, para un total mundial de $ 17,423,030.